# Siedlińska Kępa

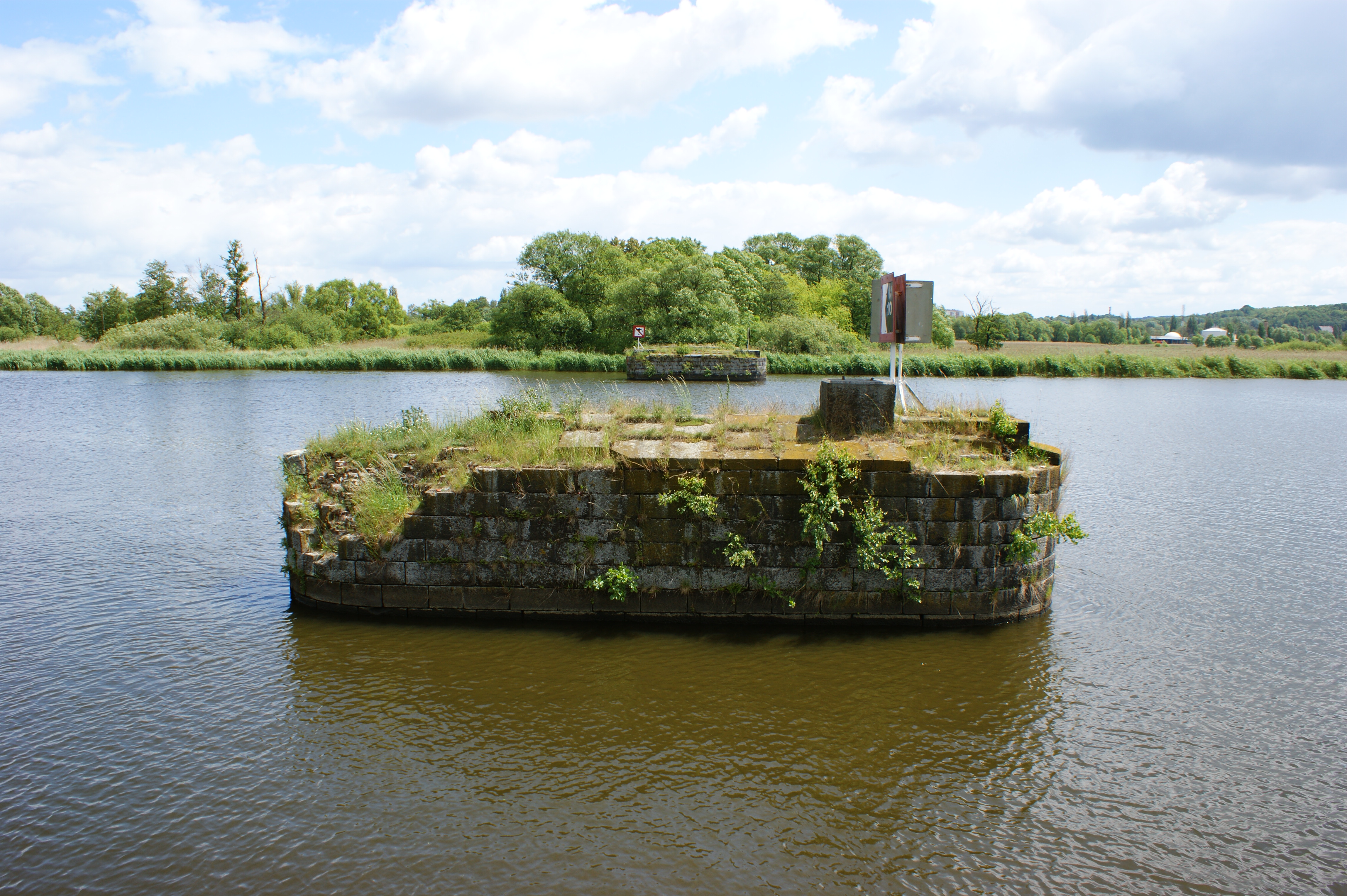
Ruiny zniszczonego mostu, w tle Siedlińska Kępa

Siedlińska Kępa (do 1945 niem. Zoll-Werder) – niezamieszkana wyspa rzeczna na Regalicy na Międzyodrzu w Szczecinie na wysokości Zdrojów. Otoczona dwoma ramionami rzeki: od wschodu Cegielinką a od zachodu – Martwą Wodą.
Od XIV w. do 1630 była własnością szczecińskiego rycerskiego rodu Brakelów i nosiła nazwę Brakels-Werder.
W latach 1846–1945 przez wyspę przebiegała linia kolejowa ze Szczecina Głównego do Stargardu. Linia przestała istnieć w 1945 roku  z powodu zburzenia i nieodbudowania mostów nad Cegielinką i Martwą Wodą.
Nazwę Siedlińska Kępa wprowadzono urzędowo w 1950 roku, zastępując poprzednią niemiecką nazwę Zoll-Werder.